# Gralla (strumento musicale)
La gralla è uno strumento musicale a fiato, tipico del folklore catalano.